# Église Notre-Dame-de-l'Assomption de Murel
L'église Notre-Dame-de-l'Assomption de Murel est une église catholique située à Martel, en France.

## Localisation
L'église est située dans le département français du Lot au hameau de Murel, sur le territoire de la commune de Martel.

## Historique
Au Moyen Âge, Murel faisait partie de la vicomté de Turenne. L'église dépendait de l'abbaye Sainte-Marie de Souillac. Le doyen de l'abbaye percevait les dîmes, il nommait le curé et entretenait l'église.
La paroisse de Murel est attestée dès le Xe siècle. La technique de construction des murs latéraux de la nef - petits moellons équarris - pourrait justifier un premier édifice du Xe siècle ou XIe siècle.
L'abside polygonale est en pierre de taille et la travée droite surmontée d'un clocher peuvent dater de la seconde moitié du XIIe siècle.
L'église a dû être fortifiée au XIVe siècle. 
La façade ouest de la nef a peut-être été rebâtie dans la seconde moitié du XVe siècle ou au début du XVIe siècle, en même temps que la construction de la chapelle nord. La petite porte de la façade occidentale présente un tympan avec un oiseau aux ailes déployées qui semble être un remploi. 
L'église a été remaniée au XIXe siècle.
L'édifice a été inscrit au titre des monuments historiques le 17 septembre 1990.
Deux retables sont référencés dans la base Palissy.

## Valorisation du patrimoine
L'association de sauvegarde des maisons et paysages de Martel a œuvré pour la réfection des vitraux en 1996.